# Rubus valdeproximus
Rubus valdeproximus är en rosväxtart som beskrevs av Henri L. Sudre. Rubus valdeproximus ingår i släktet rubusar, och familjen rosväxter. Inga underarter finns listade i Catalogue of Life.